# Горшков, Иван Иванович
Горшков, Иван Иванович (26 июня 1885, Егорьевск, Рязанская губерния — 6 марта 1966, Москва, СССР) — советский партийный деятель, с 19.12.1927 по 26.6.1930 член Центральной Контрольной Комиссии ВКП(б).

## Биография
Окончил техническое училище.
Работал на фабрике Хлудовых. Член РСДРП с 1904 года, большевик, партийный псевдоним «Булкин».
19 октября 1905 года, после прочтения царского манифеста участвовал в митинге рабочих и выступил на нём у Городской тюрьмы с требованием отпустить всех политических заключённых, надзиратель, испугавшись расправы, исполнил требование.
Трижды арестовывался (22.01.1905, 1908, 1911), в 1908 — 1910 и 1911 — 1917 в ссылке (Вологодская и Енисейская губернии).
6 (19) марта 1917 года — амнистирован.
В 1917 — 1919 в Егорьевске (Рязанская губерния).
С мая 1917 года — секретарь Егорьевского Союза текстильщиков.
С августа 1917 года — городской голова Егорьевска.
С октября 1917 года — председатель Егорьевского военно-революционного комитета.
В 1919 году — председатель Исполнительного комитета Егорьевского Совета и Егорьевского СНХ.
С 24 ноября 1919 по 20 марта 1920 года — председатель Рязанского губернского комитета РКП(б).
В 1921 году — председатель Уфимского Революционного Трибунала.
В 1923 — 1927 годах — ответственный секретарь Егорьевского и Дмитровского уездного комитетов РКП(б) (Московская губерния).
В 1927 году — член Московской контрольной комиссии ВКП(б).
С января 1928 по 1929 год — заместитель секретаря Партийной коллегии Московской контрольной комиссии ВКП(б)
С 19 декабря 1927 по 26 июня 1930 года — член Центральной контрольной комиссии ВКП(б).
С 1929 по 1930 год — заведующий Управления культуры Всероссийского Союза промысловой кооперации.
В 1930 — 1933 годы — ответственный секретарь Верейского районного комитета ВКП(б) (Московская область).
С 1933 года — член Правления Серпуховского хлопчатобумажного треста, директор шёлковой фабрики «Пролетарский труд», директор фабрики «Приводной ремень» треста «Техноткань».
В 1939 — в Народном комиссариате лесной промышленности СССР.
С 1939 года на пенсии.